# Бармаки
Бармаки́ — село в Україні, у Рівненському районі Рівненської області. Населення становить 1012 осіб (станом на 01.01.2015 р.).

## Історія
Уперше Бармаки згадує акт 1569 року. Там у донесенні возного сказано, що «бармацкими боярами и крестьянами» Даского вчинено напад на Городищенські володіння. В іншому місці село іменується помилково «Баймаки». До того село належало Острозьким. Тоді княгиня Беата віддала село й рівненський замок Баському. А за часів Станіслава Любомирського Бармаки були виділені для утримання псарні, мисливської конюшні.
Акт 1570 року згадує село кілька разів («до имения Бармаков», «с имения Бармак», «в Бармаки», «в Бармаках») як маєтність воєводи Сєрадського, а пізніше землян Федора і Яцька Омелянських.
У донесенні луцького старости 1649 року сказано, що «подданые и громада села Бармак» вирубали міські гаї, ліси «на шесть тысячей возов».
З XVII століття Бармаки були власністю Яна Замойського, а з 1911 року належали до Зеленських, за якими рахувалось 230 десятин землі.
У Бармаківській церкві Івана Богослова (побудована в 1773 році на кошти поміщика Семена Закревського) зберігалися цінні стародруки, копії метричних книг з 1809 року. Під кінець ХІХ століття село мало 36 дворів, 245 жителів.
В 1906 році — село в складі Рівненської волості (1-го стану) Рівненського повіту Волинської губернії; нараховувалося 44 двори та 313 мешканців. Відстань до повітового центру та волосного центру, м. Рівне, становила 3 версти. Найближче поштово-телеграфне відділення розташовувалось в Рівному.

## Населення
Згідно з переписом УРСР 1989 року чисельність наявного населення села становила 694 особи, з яких 327 чоловіків та 367 жінок.
За переписом населення України 2001 року в селі мешкало 748 осіб.

### Мова
Розподіл населення за рідною мовою за даними перепису 2001 року:
| Мова       | Відсоток |
| ---------- | -------- |
| українська | 98,27 %  |
| російська  | 1,60 %   |
| білоруська | 0,13 %   |

## Герб
Затверджений 12 лютого 2016 р. рішенням № 82 сесії сільської ради VII скликання. Автори — Ю. П. Терлецький, Л. Г. Хома, І. М. Самков, В. П. Мельничук.
На зеленому полі золоті крила вітряка в косий хрест, супроводжувані в главі срібним уширеним хрестом, по сторонам — двома срібними квітками із золотими серединками, внизу — срібною рослиною. Щит вписаний в золотий декоративний картуш і увінчаний золотою сільською короною.
Вітряк символізує сільське господарство. Рослина символізує цілющі джерела, квіти — ландшафтний парк поблизу села.

## Природні зони, пам'ятки природи
Є джерельце, з якого починає свої витоки річечка. Про її назву мало хто знає. А назва її — Тетянка. Старожил Харитон Іванович доглядав за джерелом багато — багато років, висаджував навкруг нього срібнолисті тополі, які і сьогодні радують око. Колись водичка із джерельця була найсолодшою у всій окрузі, а тепер там жаби кумкають. На території селища є ентомологічний заказник «Бармаківський» (тепер Бармаківське заповідне урочище). В народі цю природну зону називають «Провалля».

## Відомі люди
- Музичко Олександр Іванович, більш відомий як «Сашко Білий», за одними даними, був вбитий у селі «під час затримання працівниками МВС».Також у селі є пам'ятник на честь нього.